# Donkeyboy
Donkeyboy ist eine norwegische Popband aus Drammen.

## Bandgeschichte
Donkeyboy begann 2005 als Quartett mit den Sundberg-Brüdern Cato und Kent, Thomas Drabløs und Øyvind Haga. Bereits im Jahr darauf kamen sie mit dem Song Broke My Eyes ins norwegische Fernsehen, wo sie in der Sendung Urørt den sechsten Platz belegten. Bis 2007 wurde Haga durch Peter Michelsen ersetzt und Alex Ågedal kam dazu. Anfang 2008 begann man mit der Produktion eines eigenen Albums und über Auftritte und die MySpace-Seite erhöhte man die eigene Bekanntheit. Das Major-Label Warner wurde auf sie aufmerksam und nahm sie Anfang 2009 unter Vertrag.
Gleich mit ihrer ersten Singleveröffentlichung im April desselben Jahres hatten sie durchschlagenden Erfolg. Der Song Ambitions benötigte zwar zwölf Wochen, bevor er auf Platz eins der Charts stieg, dort konnte er sich dann aber mit Unterbrechungen 13 Wochen halten. Er war damit nicht nur der Sommerhit des Jahres, sondern auch das bis dahin am zweithäufigsten als Download verkaufte Lied in Norwegen, wofür es mit Doppel-Platin ausgezeichnet wurde. Ein ganzes Jahr verbrachte das Lied unter den 20 meistverkauften Liedern des Landes, nur ein Lied hielt sich in der Geschichte der norwegischen Charts länger. Als Donkeyboy im September 2009 Platz 1 räumen mussten, lösten sie sich selbst mit ihrer zweiten Single Sometimes an der Spitze der Singlecharts ab. Mit dem Lied führten sie weitere acht Wochen die Charts an. Das Debütalbum der Band Caught in a Life stieg Ende Oktober ebenfalls auf Platz 1 der norwegischen Charts ein. Drei weitere Songs des Albums brachten es in die norwegischen Top 10.
Anfang 2010 wurde Ambitions auch im europäischen Ausland veröffentlicht. In Schweden erreichte die Band im Februar damit ebenfalls Platz eins. Im Rest Europas blieb Donkeyboy erfolglos, immerhin brachte es das Lied in der Coverversion des englischen Casting-Show-Siegers Joe McElderry in den britischen Charts bis auf Platz 6.
2011 wurden sie mit dem European Border Breakers Award (EBBA) ausgezeichnet.
Anfang Dezember 2011 erschien im Vorgriff auf das zweite Album der Band die Single City Boy. Sie wurde der dritte Nummer-eins-Hit der Band in Norwegen und erreichte auch in Dänemark die Chartspitze. Das Album Silver Moon kam auf Platz 2 und auf Platz 35 in Dänemark.
Obwohl das Album wie der Vorgänger mit 3-fach-Platin ausgezeichnet wurde und City Boy ihre meistverkaufte Single war, wurde es danach ruhig um die Band. Erst 2014 erschien mit Crazy Something Normal eine weitere Chartsingle und weitere zwei Jahre dauerte es bis zum dritten Album Lost. Aber beide Veröffentlichungen schafften es nicht in die Top 10.

## Diskografie

### Studioalben
| Jahr | Titel            | Höchstplatzierung, Gesamtwochen, AuszeichnungChartplatzierungen (Jahr, Titel, Platzierungen, Wochen, Auszeichnungen, Anmerkungen) | Höchstplatzierung, Gesamtwochen, AuszeichnungChartplatzierungen (Jahr, Titel, Platzierungen, Wochen, Auszeichnungen, Anmerkungen) | Höchstplatzierung, Gesamtwochen, AuszeichnungChartplatzierungen (Jahr, Titel, Platzierungen, Wochen, Auszeichnungen, Anmerkungen) | Anmerkungen |
| Jahr | Titel            | NO | SE | DK | Anmerkungen |
| ---- | ---------------- | --- | --- | --- | ----------- |
| 2009 | Caught in a Life | NO1 ×3Dreifachplatin · (43 Wo.)NO                                                                                                 | SE6 (12 Wo.)SE | — |             |
| 2012 | Silver Moon      | NO2 ×3Dreifachplatin · (19 Wo.)NO                                                                                                 | — | DK35 (1 Wo.)DK |             |
| 2016 | Lost             | NO17 (1 Wo.)NO | — | — |             |

### Singles
| Jahr | Titel Album                    | Höchstplatzierung, Gesamtwochen, AuszeichnungChartplatzierungen (Jahr, Titel, Album, Platzierungen, Wochen, Auszeichnungen, Anmerkungen) | Höchstplatzierung, Gesamtwochen, AuszeichnungChartplatzierungen (Jahr, Titel, Album, Platzierungen, Wochen, Auszeichnungen, Anmerkungen) | Höchstplatzierung, Gesamtwochen, AuszeichnungChartplatzierungen (Jahr, Titel, Album, Platzierungen, Wochen, Auszeichnungen, Anmerkungen) | Höchstplatzierung, Gesamtwochen, AuszeichnungChartplatzierungen (Jahr, Titel, Album, Platzierungen, Wochen, Auszeichnungen, Anmerkungen) | Anmerkungen  |
| Jahr | Titel Album                    | NO | SE | FI | DK | Anmerkungen  |
| ---- | ------------------------------ | --- | --- | --- | --- | ------------ |
| 2009 | Ambitions Caught in a Life     | NO1 ×7Siebenfachplatin · (52 Wo.)NO | SE1 (21 Wo.)SE | — | — |              |
| 2009 | Sometimes Caught in a Life     | NO1 ×3Dreifachplatin · (26 Wo.)NO | — | — | — |              |
| 2009 | Blade Running Caught in a Life | NO8 (1 Wo.)NO | — | — | — |              |
| 2009 | Awake Caught in a Life         | NO8 (2 Wo.)NO | — | — | — |              |
| 2009 | Broke My Eyes Caught in a Life | NO6 (1 Wo.)NO | — | — | — |              |
| 2011 | City Boy Silver Moon           | NO1 ×2020-fach-Platin · (21 Wo.)NO | — | FI7 (13 Wo.)FI | DK1 ×2Platin + Doppelplatin (Streaming) · (20 Wo.)DK                                                                                     |              |
| 2012 | Pull of the Eye Silver Moon    | NO11 ×7Siebenfachplatin · (11 Wo.)NO | — | — | — |              |
| 2013 | Triggerfinger –                | — | — | FI9 (6 Wo.)FI | — | feat. Kiesza |
| 2014 | Crazy Something Normal –       | NO13 ×2Doppelplatin · (13 Wo.)NO | — | — | — |              |